# Porfiria acuta intermittente
La porfiria acuta intermittente è una malattia metabolica trasmessa con modalità autosomica dominante.

## Epidemiologia
La porfiria acuta intermittente è la seconda forma più comune di porfiria e colpisce spesso giovani donne, tra i 25 e i 45 anni.

## Nella storia
Secondo alcune ipotesi la pazzia del re Giorgio III sarebbe stata la conseguenza ad attacchi di porfiria acuta intermittente. È possibile che anche i filosofi Jean-Jacques Rousseau e Søren Kierkegaard, nonché il pittore Vincent van Gogh e suo fratello Theo ne soffrissero.

## Fisiopatologia
La disfunzione, come tutte le porfirie, riguarda la produzione del gruppo prostetico eme, il quale cattura l'ossigeno nell'emoglobina. In questo caso è mancante l'enzima porfobilinogeno deaminasi.

## Diagnosi
La diagnosi viene effettuata con uno scrupoloso esame delle porfirine nel sangue, nelle urine e nelle feci. Per la precisa analisi del tipo di porfiria si ricorre a esami più specifici come la valutazione dell'attività dei singoli enzimi nel sangue, anche se non tutti i saggi per ogni enzima sono disponibili. L'analisi genetica permette di confermare la diagnosi con sicurezza. La diagnosi delle fasi acute si effettua attraverso il dosaggio di ALA (acido delta-aminolevulinico) e di PBG (porfobilinogeno) nelle urine.

## Sintomatologia
Solitamente si hanno attacchi ricorrenti di dolore addominale intenso, talora crampiforme o accompagnato da distensione addominale. 
Come le altre porfirie acute, manifesta anche una sintomatologia neurologica. Gli attacchi di porfiria acuta sono scatenati, nei soggetti affetti, dall'assunzione di sostanze (tuttavia non si tratta di una reazione autoimmune o allergica), da variazioni ormonali o condizioni nutrizionali particolari. Se si riesce a controllare l'assunzione dell'agente che risulta tossico, la malattia rimane nel 90% dei casi allo stato di latenza.
La sostanza tossica scatenante solitamente è un alimento o l'alcool, come anche un agente chimico o un farmaco. Altri fattori scatenanti possono essere: infezioni, diete povere di zuccheri, gli steroidi e, secondo alcuni, fumo. Anche i sovraccarichi ormonali, specialmente nelle donne dopo la pubertà o nella fase premestruale, sono fattori scatenanti. Allo stesso modo, lo stress è incluso tra i fattori scatenanti.
Fra i segni e sintomi più frequenti delle porfirie acute vi sono: dolori addominali, febbre, leucocitosi (aumento dei globuli bianchi), vomito, stitichezza, tachicardia e ipertensione labile, ritenzione urinaria, sudorazione abbondante, riflessi tendinei profondi diminuiti, carenza di sodio nel sangue (iponatriemia), fotofobia (non fotosensibilità grave immediata come nelle porfirie croniche) perdita della sensibilità, iperestesie e parestesie, instabilità emotiva, tetania, convulsioni simili all'epilessia; nei casi più gravi: coma, paralisi, atrofia del nervo ottico o uditivo, allucinazioni e disturbi comportamentali, paralisi respiratoria, morte.
Questa serie di sintomi, alcuni dei quali comuni anche all'avvelenamento da piombo (saturnismo), alla sindrome di Korsakoff, all'occlusione intestinale, a malattie autoimmuni o ad un quadro di appendicite acuta le hanno valso il soprannome di "the little imitator".
La patologia causa problemi neurologico-psichiatrici che possono essere scambiati per problemi comportamentali o malattie mentali.

## Trattamento
Consiste nel trattare i sintomi, nell'astenersi dalle sostanze che causano gli attacchi e nell'instaurare una dieta ricca di zuccheri e carboidrati. Ci sono alcune terapie farmacologiche che sono in grado di contenere le crisi acute, come la somministrazione endovenosa di emina o ematina, unite a glucosio. Nel caso pazienti affetti da porfirie acute debbano essere sottoposti ad anestesia è controindicato l'uso di tiopental e dei barbiturici in generale, perché sono in grado di provocare una crisi acuta di porfiria a causa dell'induzione enzimatica che producono nel fegato. In questi pazienti viene di norma preferito il propofol come induttore di anestesia.

## Letteratura
- Isabel Allende, Paula, romanzo autobiografico sulla malattia e la morte della figlia della scrittrice, affetta da porfiria grave.